# 모함메드 와드
모함메드 와드 압둘와하브 자두아 알 바야티(아랍어: محمد وعد عبد الوهاب جدوع البياتي, Mohammed Waad Abdulwahab Jadoua Al Bayati, 1999년 9월 18일 ~ )는 이라크에서 태어난 카타르의 축구 선수로, 현재 카타르 스타스 리그의 알사드 SC와 카타르 축구 국가대표팀에서 미드필더로 뛰고 있다.